# Joaquín Vayreda
Joaquín Vayreda Vila (Gerona, 23 de mayo de 1843-Olot, 31 de octubre de 1894) fue un pintor español, uno de los más destacados paisajistas catalanes del siglo XIX. Después de sus primeros estudios en su ciudad natal, amplió su formación en Barcelona con Martí Alsina y posteriores estancias en París. Fundó el Centro Artístico de Olot, núcleo de la llamada Escuela paisajista de Olot de pintura. Su estilo y concepto estuvo influido por la escuela de Barbizon francesa, evolució su pintura hacia una aproximación al impresionismo.

## Biografía

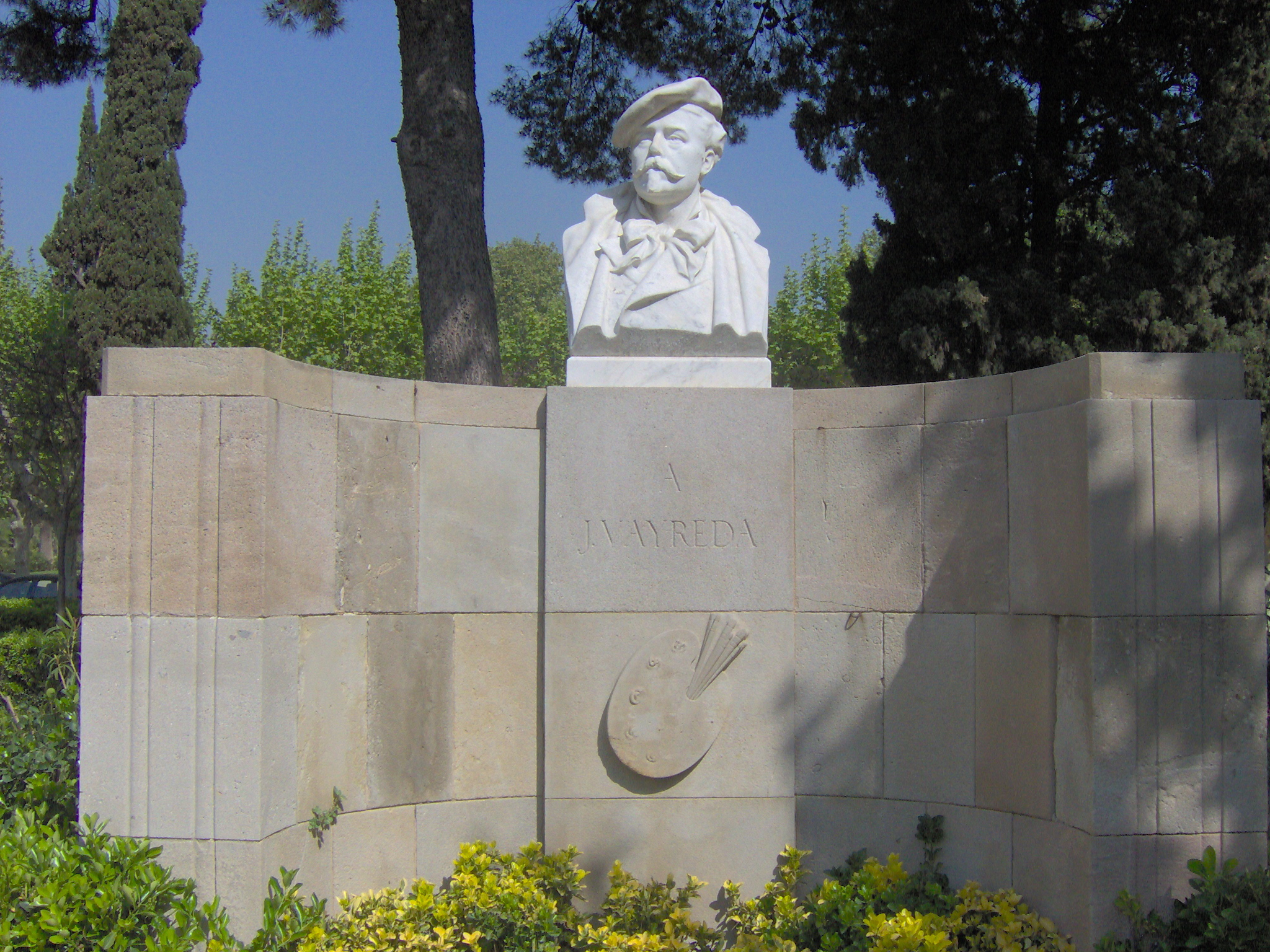
Monumento a Joaquín Vayreda en el Parque de la Ciudadela de Barcelona.

### Familia
En el año 1835 durante el conflicto civil de la primera guerra carlista, al morir el rey Fernando VII, Olot sufrió un ataque de la 5.ª División de Aragón procedente de Navarra a las órdenes de Juan Antonio Guergué, en el transcurso del cual la casa solariega de la familia Vayreda situada a las afueras de la ciudad fue incendiada. Los Vayreda, decidieron trasladarse a una casa de alquiler a Gerona, mientras esperaban tiempos mejores para poder repararla y volver a su ciudad. El heredero de la familia Francesc Vayreda i Busquets tenía entonces veintiún años y hacia el 1838 se comprometió con Rosa Vila i Galí hija de la casa solariega de El Cavaller de Vidrà, efectuándose el matrimonio el año 1840. Tres años más tarde, el 23 de mayo de 1843, nació su hijo Joaquín en la casa de Gerona de la calle de la Força -hoy número 15-, justo un año después, el matrimonio junto con su hijo volvieron a Olot, quedándose en Gerona el abuelo Francesc Vayreda con sus hijas.
Joaquín tuvo dos hermanos nacidos en Olot: Estanislao (1848-1901) farmacéutico y Mariano (1853-1903) pintor, literato y político. Contrajo matrimonio en 1876 con Mercè Casabò i Puig de la Bellacasa. Un hijo suyo Francesc Vayreda i Casabò (1888-1929) fue conocido como pintor de paisajes y figuras.

### Formación artística
Comenzó su formación artística a los nueve años en la Escuela Pública de dibujo de Olot, dirigida en aquellos momentos por Narcís Pascual i Sala. Su padre, aficionado al dibujo, vio en él aptitudes de artista. Aprendió a dibujar copiando láminas y modelos grabados, según el propio Vayreda un sistema «absurdo y rutinario». El instinto pictórico del chico fue lo suficiente fuerte para salvarse de este arte resignado, apartado como estaba, de ningún centro artístico y sin la renovación que se produce con el contacto de la gran ciudad. En 1860 se trasladó a Barcelona para completar su formación, donde realizó estudios universitarios de filosofía y aprovechó sus momentos libres para pintar. En Barcelona fue discípulo de Martí Alsina, pintor entonces revolucionario influenciado por el realismo y que introdujo el plenairismo francés en Cataluña, en cuyo taller colaboró Vayreda. Allí conoció a sus futuros grandes amigos Modest Urgell, José Luis Pellicer y Josep Armet, entre otros. Bajo su maestría, estuvo fuertemente influido por él, pero en las obras que realizó se puede observar la personalidad de Vayreda. Es durante esta época cuando comenzó sus estudios de paisaje, síntesis de lo que fue su obra posterior.
Expuso por primera vez el año 1865, en el edificio para exposiciones de arte del paseo de Gracia de Barcelona, presentó la obra Arri Moreu. Al año siguiente expuso en la Sala Parés Los jugadores junto con unos paisajes de los alrededores de Gerona. Así dio a conocer su obra entre la burguesía catalana del momento, que la valoró y adquirió.
Entre 1871 y 1874 residió en Francia, primero por voluntad propia y más adelante se exilia con el pintor Berga i Boix a las comarcas catalanas del norte de los Pirineos por la tercera guerra carlista. En Ceret pintó cuadros pero no debió de preocuparse por vender la obra, ya que desde Olot recibía periódicamente los recursos necesarios. Así, se pudo dedicar a hacer bocetos y estudiar el paisaje. En su estancia en Francia conoce la escuela de Barbizon y la obra de Camille Corot, Millet, Théodore Rousseau y Daubigny, que influyeron a partir de entonces en su obra pictórica.

### Centro Artístico de Olot

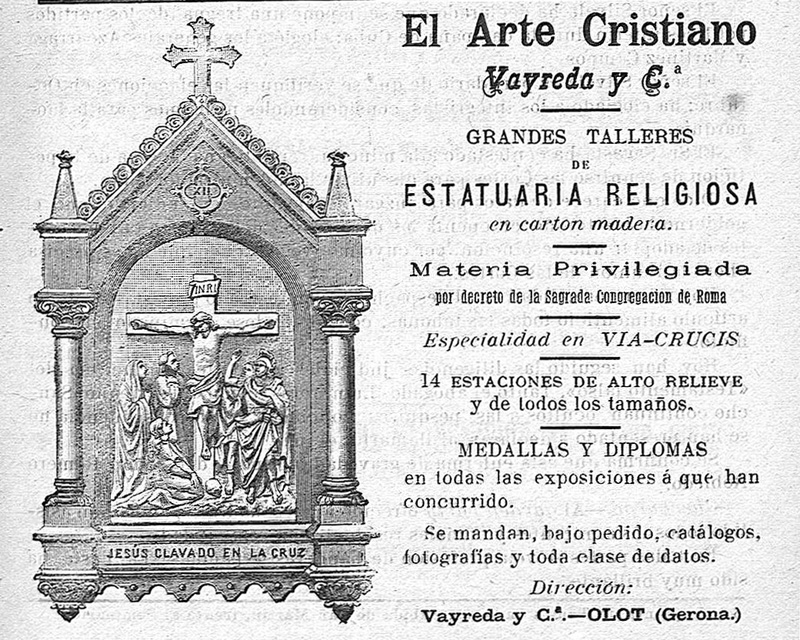
Folleto de propaganda de El Arte Cristiano fundado por Joaquín Vayreda en Olot.

La pujanza y la actividad de las artes en Cataluña coinciden con la prosperidad económica de la época histórica de la Restauración. La burguesía se inclinaba hacia un arte que enseñara escenas en un estilo reconocible (realismo) y con representaciones suaves y elegantes, pero siempre con claridad y con los detalles extremados. Poco a poco se abandona la pintura religiosa y triunfa el paisajismo, al principio sin grandes técnicas innovadoras, hasta la llegada del grupo pintores de la Escuela de Barbizon. Especialmente dedicados al paisaje, que desarrollaron cambios atmosféricos y de la luz. De entre los primeros que destacaron se encuentra Camille Corot, que en la década de los cuarenta del siglo XIX entró en contacto con la mencionada escuela y comenzó a trabajar en «plein air» para realizar los cuadros en la misma naturaleza que querían representar, muchos de sus miembros aún muestran trazos del romanticismo.
En 1868, Vayreda de nuevo en su ciudad natal fundó, con Josep Berga i Boix (1837 hasta 1914), el Centro Artístico. La entidad no se limitó a actuar como dinamizadora artística local sino que fue un referente de primer nivel del arte catalán, al margen del núcleo barcelonés, donde se concentraba la mayor parte de la actividad artística del momento. Al Centro Artístico, posteriormente, se le conocería como Escuela de Olot.
Su hermano, Marià Vayreda (1853-1903), conocido sobre todo por las facetas literaria y política, o como promotor cultural, también fue un pintor notable de figuras y algunos temas costumbristas olotenses. En 1878 después de una estancia en París vuelve a Olot, donde trabajará con su hermano Joaquín y donde también fundó el taller de imaginería religiosa «El Arte Cristiano».

### Política
En febrero de 1872 fue nombrado teniente de alcalde de Olot y por indicaciones gubernamentales renunció al cargo tres meses más tarde. Junto con su amigo Josep Berga i Boix, se exilió a Francia con motivo de la guerra carlista hasta el 1875. Volvió a su cargo político en el ayuntamiento de su ciudad de julio de 1881 a mediados 1883.Ocupó el cargo de diputado provincial de Gerona desde el 3 de enero de 1891 hasta su muerte en 1894.
El Centro Catalanista de Olot fue fundado por Vayreda el año 1887, asumiendo la presidencia de una sesión y una ponencia de la Primera Asamblea Catalanista de Manresa en marzo de 1892, en la que se aprobaron las Bases de Manresa para la Constitución Regional Catalana.
Vayreda publicó artículos políticos en los semanarios El Olotonense y l'Olotí —órganos del Centro Catalanista—. Así como una leyenda popular llamada L'Amor de les tres taronges (El Amor de las tres naranjas) —L'Olotí, núms. 108-109 y 110 de los días 12, 19 y 16 de enero de 1890—, que según explica se inspiró en lo que contaba una criada de su familia en las veladas de invierno. Aquí, ya se puede observar las ideas políticas que Vayreda tenía de catalanismo conservador que también se ponen en manifiesto en su último manuscrito inédito de Les Tres Generacions (Las Tres Generaciones), en el que escribe:

...cuando un personaje se lanza por caminos desconocidos sin tener en cuenta los consejos de los antepasados casi seguro que fracasará [...] aquellos que trabajan con santa fe por nuestra verdadera reconstitución, lograran su fin si no se separan del buen camino emprendido.

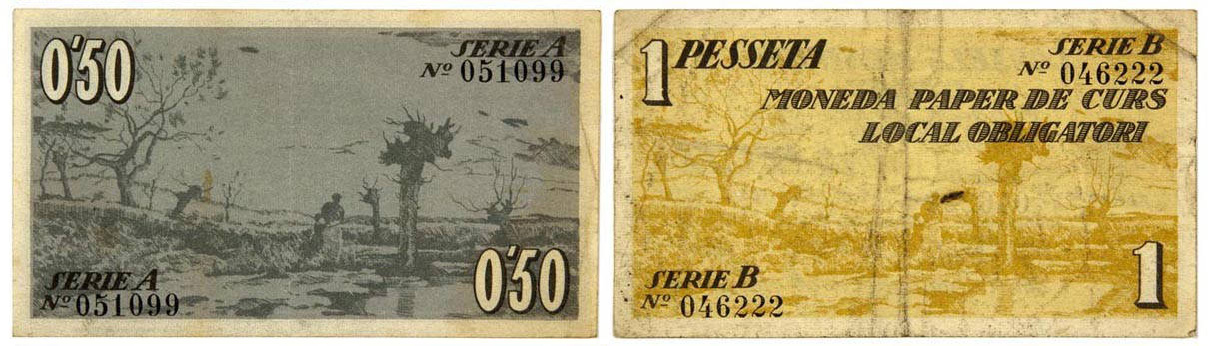
Reverso de los billetes de curso local obligatorio del Consejo Municipal de Olot. 23 de junio de 1937. Reproducción de Xavier Nogués de un paisaje de Joaquín Vila.

Falleció en su localidad natal el 31 de octubre de 1894.

## Obra
En sus inicios se dedicó a temática religiosa y costumbrista, siguiendo el camino marcado por Josep Berga. Es posteriormente cuando se dedica al paisaje. Vayreda es el autor de espléndidos paisajes de hayedos o humedales de los alrededores de Olot, de escenas rurales interpretadas con un estilo muy ágil, semi-impresionista, teñidas siempre de un gran lirismo. Presentan un tono ambiental donde se refleja el contraluz gracias a las pinceladas transparentes que era capaz de imprimir con verdadero realismo. El pintor utilizó tres tipos de formatos en sus paisajes, desde las grandes telas hasta pequeñas notas, aunque el tamaño medio fue la que más elaboró.
En sus «paisajes de Olot» se muestra como una especie de Camille Corot catalán, especialmente en la serenidad que muestran sus paisajes especialmente después de haber conocido la Escuela de Barbizón. Predominan los marrones, ocres, verdes y tonos tierra y la técnica de pinceladas rápidas y esbozadas donde la naturaleza es la protagonista principal, hacia el final de su etapa como pintor, cada vez las figuras humanas se alejan más del primer plano de la pintura. Su obra influenció la siguiente generación de pintores catalanes como Santiago Rusiñol, Eliseo Meifrén o Joaquín Mir.

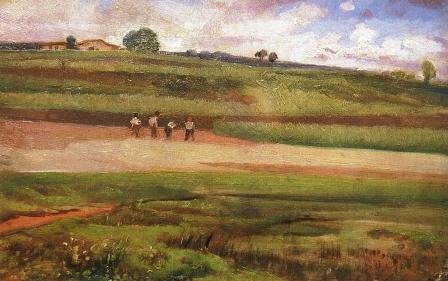
Paisaje de Joaquín.

### Donación de obras
Con fecha del 11 de octubre de 1921 la familia del pintor hizo una donación al Museo de Barcelona de 21 pinturas al óleo y una acuarela. Rafael Benet realizó en 1922, por encargo de la Junta de Museos de Cataluña, una monografía sobre Joaquín Vayreda, a la que el autor trató de incluir un catálogo cronológico de las obras, que el mismo Benet declaró incompleto: 

... para completar el catálogo hace falta mucho más tiempo del que hemos tenido para escribir e imprimir este libro, y mucho más tratándose de Vayreda, que tenía una gran fecundidad. Yo me atrevo pedir a la Junta municipal de Exposiciones de Arte, que encomiende con un año de tiempo, al menos, este trabajo, puesto que así la perfección será alcanzada en mayor grado, ganando en ella la Historia del Arte y la reputación del escritor al que se encargue la próxima monografía.

Lista de obras exhibidas en la exposició retrospectiva del año 1922:
- Ocells 1872-1874 acuarela (0,25 x 0,35 cm). Composición de tipo japonizante. Pintada durante su exilio en Francia.
- Missa d'eixida 1875-1877 óleo sobre lienzo (0,65 x 1,09 cm). Pintura de género que muestra el momento en que la parturienta, medio apoyada, besa la estola del sacerdote y ofrece, como era costumbre, la candela al monaguillo. También se muestra al bebé en brazos de la comadrona. Un cierto aire con la pintura de Mariano Fortuny se aprecia en la escena sobre todo en un personaje vestido con casaca y calzón corto y los objetos de complemento de la composición del fondo, donde se aprecia un altar barroco, una lámpara, un tapiz y un confesionario.
- Dinar de funeral c. 1877 óleo sobre lienzo (0,25 x 0,39 cm). Otra obra de estilo similar a Fortuny o también con influencia de Daumier. Las figuras están trabajadas con manchas, la femenina central, es la más parecida a las efectuadas por Vayreda con aire melancólico, un fraile preside la comida, mientras los comensales muestran rasgos de tristeza o también de llantos.
- El marge c. 1880 óleo sobre lienzo (0,36 x 0,52 cm). Esta nota de paisaje presenta unos robles arraigados en un margen.
- El Sitgar c. 1885 óleo sobre lienzo (0,25 x 0,41 cm). Realizado en Camprodón, es un paisaje de árboles bañados por el sol, las pinceladas aunque fundidas, no excluyen un delicado detallismo.
- La dida c. 1885 óleo sobre lienzo (0,23 x 0,25 cm). Esta pequeña nota está pintada a plena pasta, Vayreda remarcó influencias de los pintores más jóvenes que él, como Laureano Barrau y José Pinós. En una tela posterior El bateig, en la parte izquierda de la pintura hay el mismo personaje de La dida.
- Booz i Ruth c. 1888 óleo sobre lienzo (1,17 x 1,64 cm). Esta tela, retirada de la Exposición Universal de Barcelona de 1888 por el mismo autor, fue recortada posteriormente. Se observan figuras masculinas y femeninas de segadores de carácter bíblico, recuerda en su ejecución alguna influencia del pintor francés Jean-François Millet.
- Nena fent mitja c. 1885-1889 óleo sobre lienzo (0,25 x 0,17). Nota dentro de la misma técnica que La dida.
- Nens jugant c. 1889 óleo sobre lienzo (0,25 x 0,40). En esta tela se aprecia también la técnica del plein air, la luz incide en la pintura con una carga de poesía indudable, a lo que ayuda, también los colorines de los trajes de los niños, que se cree que algunos de ellos podrían ser los mismos hijos del pintor.
- Estenent roba c. 1885-1890 óleo sobre lienzo (0,35 x 22 cm). En el catálogo de la exposición figura con el título de Roba estesa. Es un pequeño estudio con una buena composición y de cromática fría.
- Aigua dormida c. 1890 óleo sobre lienzo (0,16 x 0,27 cm). Podría ser fechada del año 1885, es una pequeña anotación de paisaje.
- Els pins c. 1890 óleo sobre lienzo (0,26 x 0,23 cm). Una temática bastante rara dentro de la pintura de Vayreda, representa dos figuras en un pinar.
- L'arbre tort c. 1890 óleo sobre lienzo (0,28 x 0,23 cm). Un boceto con aire de clasicismo.
- Els saules c. 1890 óleo sobre lienzo (0,15 x 0,27 cm). Un paisaje típico olotense en un prado, con sauces y chopos.
- La palanca c. 1890 óleo sobre lienzo (0,17 x 0,25 cm). En primer término está la estructura de una palanca y un río. Una montaña larga y lejana y vacas dentro de un prado conforman esta nota bien plantada.
- Garberes de fajol c. 1890 óleo sobre madera (0,20 x 0,35 cm). Boceto crepuscular, bien insinuado y expresada la luz.
- Les falgueres c. 1891 óleo sobre lienzo (0,65 x 0,50 cm). También una hora crepuscular expresando naturalismo y el paisaje olotense significativo del autor.
- Roureda c. 1892 óleo sobre lienzo (0,36 x 0,52 cm). Pintura hecha como boceto, insinuado con pinceladas muy finas. Podría haber sido realizada en la propiedad del pintor en La Vall de Bianya.

### Obras en museos
| Museo Nacional de Arte de Cataluña |                                                                     |                                                                     |                                                                     | | | | | | |
|                                    | Pesadumbre c. 1876 127,5 x 262,5 cm Registro 042362-000             | Pesadumbre c. 1876 127,5 x 262,5 cm Registro 042362-000             | Pesadumbre c. 1876 127,5 x 262,5 cm Registro 042362-000             | Expuesta como pareja de la obra El verano en 1877 en la Sala Parés de Barcelona, pesar representa el frío y la tristeza frente al calor y alegría que muestra la otra obra. En ella se ve representado el desahucio de una familia de colonos, una escena muy habitual en los caminos de la Cataluña preindustrial. Firmada y fechada. | Expuesta como pareja de la obra El verano en 1877 en la Sala Parés de Barcelona, pesar representa el frío y la tristeza frente al calor y alegría que muestra la otra obra. En ella se ve representado el desahucio de una familia de colonos, una escena muy habitual en los caminos de la Cataluña preindustrial. Firmada y fechada. | Expuesta como pareja de la obra El verano en 1877 en la Sala Parés de Barcelona, pesar representa el frío y la tristeza frente al calor y alegría que muestra la otra obra. En ella se ve representado el desahucio de una familia de colonos, una escena muy habitual en los caminos de la Cataluña preindustrial. Firmada y fechada. | Expuesta como pareja de la obra El verano en 1877 en la Sala Parés de Barcelona, pesar representa el frío y la tristeza frente al calor y alegría que muestra la otra obra. En ella se ve representado el desahucio de una familia de colonos, una escena muy habitual en los caminos de la Cataluña preindustrial. Firmada y fechada. | Expuesta como pareja de la obra El verano en 1877 en la Sala Parés de Barcelona, pesar representa el frío y la tristeza frente al calor y alegría que muestra la otra obra. En ella se ve representado el desahucio de una familia de colonos, una escena muy habitual en los caminos de la Cataluña preindustrial. Firmada y fechada. | Expuesta como pareja de la obra El verano en 1877 en la Sala Parés de Barcelona, pesar representa el frío y la tristeza frente al calor y alegría que muestra la otra obra. En ella se ve representado el desahucio de una familia de colonos, una escena muy habitual en los caminos de la Cataluña preindustrial. Firmada y fechada. |
|                                    | Inicio de primavera c. 1877 48,5 x 80,5 cm Registro 010592-000      | Inicio de primavera c. 1877 48,5 x 80,5 cm Registro 010592-000      | Inicio de primavera c. 1877 48,5 x 80,5 cm Registro 010592-000      | La pintura representa un tema paisajístico. La tela fue donada por Enric Batlló i Batlló a la Diputación de Barcelona, se encuentra en depósito en el MNAC desde 1914. | La pintura representa un tema paisajístico. La tela fue donada por Enric Batlló i Batlló a la Diputación de Barcelona, se encuentra en depósito en el MNAC desde 1914. | La pintura representa un tema paisajístico. La tela fue donada por Enric Batlló i Batlló a la Diputación de Barcelona, se encuentra en depósito en el MNAC desde 1914. | La pintura representa un tema paisajístico. La tela fue donada por Enric Batlló i Batlló a la Diputación de Barcelona, se encuentra en depósito en el MNAC desde 1914. | La pintura representa un tema paisajístico. La tela fue donada por Enric Batlló i Batlló a la Diputación de Barcelona, se encuentra en depósito en el MNAC desde 1914. | La pintura representa un tema paisajístico. La tela fue donada por Enric Batlló i Batlló a la Diputación de Barcelona, se encuentra en depósito en el MNAC desde 1914. |
|                                    | El verano c. 1877 128,5 x 263 cm Registro 042363-000                | El verano c. 1877 128,5 x 263 cm Registro 042363-000                | El verano c. 1877 128,5 x 263 cm Registro 042363-000                | L'estiu, relacionada con Bosque en Fontainebleau de Camille Corot, buscaba transmitir alegría mostrando un grupo de pastorcillos, niños y un rebaño de vacas atravesando un humedal en una aliseda. Se encuentra el agua en primer plano con el grupo de figuras en el centro enmarcadas en un escenario natural. El autor tuvo en cuenta el detalle y utiliza una pincelada fina y precisa, sin la intención de que se diferenciara. Firmada y fechada. | L'estiu, relacionada con Bosque en Fontainebleau de Camille Corot, buscaba transmitir alegría mostrando un grupo de pastorcillos, niños y un rebaño de vacas atravesando un humedal en una aliseda. Se encuentra el agua en primer plano con el grupo de figuras en el centro enmarcadas en un escenario natural. El autor tuvo en cuenta el detalle y utiliza una pincelada fina y precisa, sin la intención de que se diferenciara. Firmada y fechada. | L'estiu, relacionada con Bosque en Fontainebleau de Camille Corot, buscaba transmitir alegría mostrando un grupo de pastorcillos, niños y un rebaño de vacas atravesando un humedal en una aliseda. Se encuentra el agua en primer plano con el grupo de figuras en el centro enmarcadas en un escenario natural. El autor tuvo en cuenta el detalle y utiliza una pincelada fina y precisa, sin la intención de que se diferenciara. Firmada y fechada. | L'estiu, relacionada con Bosque en Fontainebleau de Camille Corot, buscaba transmitir alegría mostrando un grupo de pastorcillos, niños y un rebaño de vacas atravesando un humedal en una aliseda. Se encuentra el agua en primer plano con el grupo de figuras en el centro enmarcadas en un escenario natural. El autor tuvo en cuenta el detalle y utiliza una pincelada fina y precisa, sin la intención de que se diferenciara. Firmada y fechada. | L'estiu, relacionada con Bosque en Fontainebleau de Camille Corot, buscaba transmitir alegría mostrando un grupo de pastorcillos, niños y un rebaño de vacas atravesando un humedal en una aliseda. Se encuentra el agua en primer plano con el grupo de figuras en el centro enmarcadas en un escenario natural. El autor tuvo en cuenta el detalle y utiliza una pincelada fina y precisa, sin la intención de que se diferenciara. Firmada y fechada. | L'estiu, relacionada con Bosque en Fontainebleau de Camille Corot, buscaba transmitir alegría mostrando un grupo de pastorcillos, niños y un rebaño de vacas atravesando un humedal en una aliseda. Se encuentra el agua en primer plano con el grupo de figuras en el centro enmarcadas en un escenario natural. El autor tuvo en cuenta el detalle y utiliza una pincelada fina y precisa, sin la intención de que se diferenciara. Firmada y fechada. |
|                                    | La siega c. 1881 54 x 79,5 cm Registro 004261-000                   | La siega c. 1881 54 x 79,5 cm Registro 004261-000                   | La siega c. 1881 54 x 79,5 cm Registro 004261-000                   | La adquisición de esta pintura de tema paisajístico se realizó por parte del museo en 1932 al coleccionista Lluís Plandiura i Pou. | La adquisición de esta pintura de tema paisajístico se realizó por parte del museo en 1932 al coleccionista Lluís Plandiura i Pou. | La adquisición de esta pintura de tema paisajístico se realizó por parte del museo en 1932 al coleccionista Lluís Plandiura i Pou. | La adquisición de esta pintura de tema paisajístico se realizó por parte del museo en 1932 al coleccionista Lluís Plandiura i Pou. | La adquisición de esta pintura de tema paisajístico se realizó por parte del museo en 1932 al coleccionista Lluís Plandiura i Pou. | La adquisición de esta pintura de tema paisajístico se realizó por parte del museo en 1932 al coleccionista Lluís Plandiura i Pou. |
|                                    | El espantapájaros c. 1883-1885 88,5 x 151,5 cm Registro 145244-000  | El espantapájaros c. 1883-1885 88,5 x 151,5 cm Registro 145244-000  | El espantapájaros c. 1883-1885 88,5 x 151,5 cm Registro 145244-000  | La temática que presenta la pintura es de paisaje y la obra ingresó en el museo el año 1964 a través de una adquisición. | La temática que presenta la pintura es de paisaje y la obra ingresó en el museo el año 1964 a través de una adquisición. | La temática que presenta la pintura es de paisaje y la obra ingresó en el museo el año 1964 a través de una adquisición. | La temática que presenta la pintura es de paisaje y la obra ingresó en el museo el año 1964 a través de una adquisición. | La temática que presenta la pintura es de paisaje y la obra ingresó en el museo el año 1964 a través de una adquisición. | La temática que presenta la pintura es de paisaje y la obra ingresó en el museo el año 1964 a través de una adquisición. |
|                                    | Procesión de colegialas c. 1890 66,5 x 120,5 cm Registro 010573-000 | Procesión de colegialas c. 1890 66,5 x 120,5 cm Registro 010573-000 | Procesión de colegialas c. 1890 66,5 x 120,5 cm Registro 010573-000 | El pintor realizó una pintura de género donde muestra una procesión de colegialas de primera comunión con una pintura de figuras esbozadas y colorido suave, próximo a la pincelada impresionista, continuó en el mismo formato horizontal preferido por el autor. | El pintor realizó una pintura de género donde muestra una procesión de colegialas de primera comunión con una pintura de figuras esbozadas y colorido suave, próximo a la pincelada impresionista, continuó en el mismo formato horizontal preferido por el autor. | El pintor realizó una pintura de género donde muestra una procesión de colegialas de primera comunión con una pintura de figuras esbozadas y colorido suave, próximo a la pincelada impresionista, continuó en el mismo formato horizontal preferido por el autor. | El pintor realizó una pintura de género donde muestra una procesión de colegialas de primera comunión con una pintura de figuras esbozadas y colorido suave, próximo a la pincelada impresionista, continuó en el mismo formato horizontal preferido por el autor. | El pintor realizó una pintura de género donde muestra una procesión de colegialas de primera comunión con una pintura de figuras esbozadas y colorido suave, próximo a la pincelada impresionista, continuó en el mismo formato horizontal preferido por el autor. | El pintor realizó una pintura de género donde muestra una procesión de colegialas de primera comunión con una pintura de figuras esbozadas y colorido suave, próximo a la pincelada impresionista, continuó en el mismo formato horizontal preferido por el autor. |
|                                    | La terraza c. 1891 62,5 x 115,5 cm Registro 010582-000              | La terraza c. 1891 62,5 x 115,5 cm Registro 010582-000              | La terraza c. 1891 62,5 x 115,5 cm Registro 010582-000              | En esta pintura el contraste entre el colorido de los dos personajes, la figura de la niña de blanco y la otra de negro muestran una novedad en su paleta, desconocida en la técnica empleada hasta entonces por el pintor, la composición recuerda pintores posteriores como Ramon Casas y Santiago Rusiñol. | En esta pintura el contraste entre el colorido de los dos personajes, la figura de la niña de blanco y la otra de negro muestran una novedad en su paleta, desconocida en la técnica empleada hasta entonces por el pintor, la composición recuerda pintores posteriores como Ramon Casas y Santiago Rusiñol. | En esta pintura el contraste entre el colorido de los dos personajes, la figura de la niña de blanco y la otra de negro muestran una novedad en su paleta, desconocida en la técnica empleada hasta entonces por el pintor, la composición recuerda pintores posteriores como Ramon Casas y Santiago Rusiñol. | En esta pintura el contraste entre el colorido de los dos personajes, la figura de la niña de blanco y la otra de negro muestran una novedad en su paleta, desconocida en la técnica empleada hasta entonces por el pintor, la composición recuerda pintores posteriores como Ramon Casas y Santiago Rusiñol. | En esta pintura el contraste entre el colorido de los dos personajes, la figura de la niña de blanco y la otra de negro muestran una novedad en su paleta, desconocida en la técnica empleada hasta entonces por el pintor, la composición recuerda pintores posteriores como Ramon Casas y Santiago Rusiñol. | En esta pintura el contraste entre el colorido de los dos personajes, la figura de la niña de blanco y la otra de negro muestran una novedad en su paleta, desconocida en la técnica empleada hasta entonces por el pintor, la composición recuerda pintores posteriores como Ramon Casas y Santiago Rusiñol. |
|                                    | Árboles en flor 1892 78 x 138,5 cm Registro 004253-000              | Árboles en flor 1892 78 x 138,5 cm Registro 004253-000              | Árboles en flor 1892 78 x 138,5 cm Registro 004253-000              | Joaquín Vayreda desde 1880 hasta el final de su vida demostró una especial inclinación por el tema de árboles floridos, esa que conserva el MNAC es una de las más conocidas donde muestra un grupo de manzanos en flor. | Joaquín Vayreda desde 1880 hasta el final de su vida demostró una especial inclinación por el tema de árboles floridos, esa que conserva el MNAC es una de las más conocidas donde muestra un grupo de manzanos en flor. | Joaquín Vayreda desde 1880 hasta el final de su vida demostró una especial inclinación por el tema de árboles floridos, esa que conserva el MNAC es una de las más conocidas donde muestra un grupo de manzanos en flor. | Joaquín Vayreda desde 1880 hasta el final de su vida demostró una especial inclinación por el tema de árboles floridos, esa que conserva el MNAC es una de las más conocidas donde muestra un grupo de manzanos en flor. | Joaquín Vayreda desde 1880 hasta el final de su vida demostró una especial inclinación por el tema de árboles floridos, esa que conserva el MNAC es una de las más conocidas donde muestra un grupo de manzanos en flor. | Joaquín Vayreda desde 1880 hasta el final de su vida demostró una especial inclinación por el tema de árboles floridos, esa que conserva el MNAC es una de las más conocidas donde muestra un grupo de manzanos en flor. |

| Otros museos |                                                                          |                                                                          |                                                                          | | | | | | |
|              | Paisaje 2ª mitad siglo XIX 28 × 21,5 cm Biblioteca Museo Víctor Balaguer | Paisaje 2ª mitad siglo XIX 28 × 21,5 cm Biblioteca Museo Víctor Balaguer | Paisaje 2ª mitad siglo XIX 28 × 21,5 cm Biblioteca Museo Víctor Balaguer | El paisaje de una masía en medio de la montaña fue adquirido en 1956, proveniente la colección privada de Lluís Plandiura i Pou. | El paisaje de una masía en medio de la montaña fue adquirido en 1956, proveniente la colección privada de Lluís Plandiura i Pou. | El paisaje de una masía en medio de la montaña fue adquirido en 1956, proveniente la colección privada de Lluís Plandiura i Pou. | El paisaje de una masía en medio de la montaña fue adquirido en 1956, proveniente la colección privada de Lluís Plandiura i Pou. | El paisaje de una masía en medio de la montaña fue adquirido en 1956, proveniente la colección privada de Lluís Plandiura i Pou. | El paisaje de una masía en medio de la montaña fue adquirido en 1956, proveniente la colección privada de Lluís Plandiura i Pou. |
|              | Primavera 1879 85,2 × 52,5 cm Biblioteca Museo Víctor Balaguer           | Primavera 1879 85,2 × 52,5 cm Biblioteca Museo Víctor Balaguer           | Primavera 1879 85,2 × 52,5 cm Biblioteca Museo Víctor Balaguer           | Paisaje primaveral con una niña vestida de campesina catalana con zuecos en primer término, ante una pequeña fuente natural. Al fondo se observa un paisaje con tres almendros floridos y una masía. Proviene de la colección privada del Legado Fundacional, de 1984. | Paisaje primaveral con una niña vestida de campesina catalana con zuecos en primer término, ante una pequeña fuente natural. Al fondo se observa un paisaje con tres almendros floridos y una masía. Proviene de la colección privada del Legado Fundacional, de 1984. | Paisaje primaveral con una niña vestida de campesina catalana con zuecos en primer término, ante una pequeña fuente natural. Al fondo se observa un paisaje con tres almendros floridos y una masía. Proviene de la colección privada del Legado Fundacional, de 1984. | Paisaje primaveral con una niña vestida de campesina catalana con zuecos en primer término, ante una pequeña fuente natural. Al fondo se observa un paisaje con tres almendros floridos y una masía. Proviene de la colección privada del Legado Fundacional, de 1984. | Paisaje primaveral con una niña vestida de campesina catalana con zuecos en primer término, ante una pequeña fuente natural. Al fondo se observa un paisaje con tres almendros floridos y una masía. Proviene de la colección privada del Legado Fundacional, de 1984. | Paisaje primaveral con una niña vestida de campesina catalana con zuecos en primer término, ante una pequeña fuente natural. Al fondo se observa un paisaje con tres almendros floridos y una masía. Proviene de la colección privada del Legado Fundacional, de 1984. |
|              | Figura 2.ª mitad siglo XIX 22 × 32 cm Biblioteca Museo Víctor Balaguer.  | Figura 2.ª mitad siglo XIX 22 × 32 cm Biblioteca Museo Víctor Balaguer.  | Figura 2.ª mitad siglo XIX 22 × 32 cm Biblioteca Museo Víctor Balaguer.  | Estudio de una figura femenina de perfil, apoyada sobre un árbol, vestida con traje tradicional catalán. Ingresó en el museo en 1956, proveniente la colección privada de Lluís Plandiura i Pou. | Estudio de una figura femenina de perfil, apoyada sobre un árbol, vestida con traje tradicional catalán. Ingresó en el museo en 1956, proveniente la colección privada de Lluís Plandiura i Pou. | Estudio de una figura femenina de perfil, apoyada sobre un árbol, vestida con traje tradicional catalán. Ingresó en el museo en 1956, proveniente la colección privada de Lluís Plandiura i Pou. | Estudio de una figura femenina de perfil, apoyada sobre un árbol, vestida con traje tradicional catalán. Ingresó en el museo en 1956, proveniente la colección privada de Lluís Plandiura i Pou. | Estudio de una figura femenina de perfil, apoyada sobre un árbol, vestida con traje tradicional catalán. Ingresó en el museo en 1956, proveniente la colección privada de Lluís Plandiura i Pou. | Estudio de una figura femenina de perfil, apoyada sobre un árbol, vestida con traje tradicional catalán. Ingresó en el museo en 1956, proveniente la colección privada de Lluís Plandiura i Pou. |
|              | El joven payés 1871 – 1876 55 × 37 cm Museo de Montserrat                | El joven payés 1871 – 1876 55 × 37 cm Museo de Montserrat                | El joven payés 1871 – 1876 55 × 37 cm Museo de Montserrat                | En esta pintura Vayreda asimila a Jean-François Millet y muestra junto con la belleza del paisaje, la escena de la vida campesina, a un joven camino de vuelta del trabajo, entonado con los colores ocres habituales de su paleta, las pinceladas sueltas con las que recorre la figura y los brillos de la cesta consiguen la separación de la figura con el fondo de la imagen. | En esta pintura Vayreda asimila a Jean-François Millet y muestra junto con la belleza del paisaje, la escena de la vida campesina, a un joven camino de vuelta del trabajo, entonado con los colores ocres habituales de su paleta, las pinceladas sueltas con las que recorre la figura y los brillos de la cesta consiguen la separación de la figura con el fondo de la imagen. | En esta pintura Vayreda asimila a Jean-François Millet y muestra junto con la belleza del paisaje, la escena de la vida campesina, a un joven camino de vuelta del trabajo, entonado con los colores ocres habituales de su paleta, las pinceladas sueltas con las que recorre la figura y los brillos de la cesta consiguen la separación de la figura con el fondo de la imagen. | En esta pintura Vayreda asimila a Jean-François Millet y muestra junto con la belleza del paisaje, la escena de la vida campesina, a un joven camino de vuelta del trabajo, entonado con los colores ocres habituales de su paleta, las pinceladas sueltas con las que recorre la figura y los brillos de la cesta consiguen la separación de la figura con el fondo de la imagen. | En esta pintura Vayreda asimila a Jean-François Millet y muestra junto con la belleza del paisaje, la escena de la vida campesina, a un joven camino de vuelta del trabajo, entonado con los colores ocres habituales de su paleta, las pinceladas sueltas con las que recorre la figura y los brillos de la cesta consiguen la separación de la figura con el fondo de la imagen. | En esta pintura Vayreda asimila a Jean-François Millet y muestra junto con la belleza del paisaje, la escena de la vida campesina, a un joven camino de vuelta del trabajo, entonado con los colores ocres habituales de su paleta, las pinceladas sueltas con las que recorre la figura y los brillos de la cesta consiguen la separación de la figura con el fondo de la imagen. |
|              | Campo de alfalfa 1880-1883 88,5 x 151,5 cm Museo de Montserrat           | Campo de alfalfa 1880-1883 88,5 x 151,5 cm Museo de Montserrat           | Campo de alfalfa 1880-1883 88,5 x 151,5 cm Museo de Montserrat           | El paisaje consiguió con Vayreda captar la sensibilidad del campo rural de Cataluña, de forma especial los campos de La Garrocha, con la aproximación al impresionismo gracias a la pintura al aire libre. | El paisaje consiguió con Vayreda captar la sensibilidad del campo rural de Cataluña, de forma especial los campos de La Garrocha, con la aproximación al impresionismo gracias a la pintura al aire libre. | El paisaje consiguió con Vayreda captar la sensibilidad del campo rural de Cataluña, de forma especial los campos de La Garrocha, con la aproximación al impresionismo gracias a la pintura al aire libre. | El paisaje consiguió con Vayreda captar la sensibilidad del campo rural de Cataluña, de forma especial los campos de La Garrocha, con la aproximación al impresionismo gracias a la pintura al aire libre. | El paisaje consiguió con Vayreda captar la sensibilidad del campo rural de Cataluña, de forma especial los campos de La Garrocha, con la aproximación al impresionismo gracias a la pintura al aire libre. | El paisaje consiguió con Vayreda captar la sensibilidad del campo rural de Cataluña, de forma especial los campos de La Garrocha, con la aproximación al impresionismo gracias a la pintura al aire libre. |
|              | Salida de la Luna 1883 133 × 75 cm Museo de Montserrat                   | Salida de la Luna 1883 133 × 75 cm Museo de Montserrat                   | Salida de la Luna 1883 133 × 75 cm Museo de Montserrat                   | La sensibilidad que muestran los paisajes de Vayreda, hicieron crear en Olot, por parte de este autor, una escuela en torno a la creación de una especialidad especial para captar la luz de los escenarios de los campos de su ciudad. | La sensibilidad que muestran los paisajes de Vayreda, hicieron crear en Olot, por parte de este autor, una escuela en torno a la creación de una especialidad especial para captar la luz de los escenarios de los campos de su ciudad. | La sensibilidad que muestran los paisajes de Vayreda, hicieron crear en Olot, por parte de este autor, una escuela en torno a la creación de una especialidad especial para captar la luz de los escenarios de los campos de su ciudad. | La sensibilidad que muestran los paisajes de Vayreda, hicieron crear en Olot, por parte de este autor, una escuela en torno a la creación de una especialidad especial para captar la luz de los escenarios de los campos de su ciudad. | La sensibilidad que muestran los paisajes de Vayreda, hicieron crear en Olot, por parte de este autor, una escuela en torno a la creación de una especialidad especial para captar la luz de los escenarios de los campos de su ciudad. | La sensibilidad que muestran los paisajes de Vayreda, hicieron crear en Olot, por parte de este autor, una escuela en torno a la creación de una especialidad especial para captar la luz de los escenarios de los campos de su ciudad. |